# Inongo
Inongo városa a Kongói Demokratikus Köztársaság újonnan alakult Mai-Ndombe tartományának fővárosa. A város nemzeti nyelve a lingala.

## Elhelyezkedése
Inongo a Mai-Ndombe-tó partján fekszik. A tavat 1972-ig Leopold-tó néven ismerték II. Lipót belga király után. Mai-Ndombe lingala nyelven „fekete vizet” jelent.

## Infrastruktúra
A várost az Inongo repülőtér kapcsolja be az ország légi közlekedésébe (IATA: INO, ICAO: FZBA).

## Területi felosztása
A várost az alábbi kerületek alkotják:
- Inongo,
- Bolia,
- Basengele